# Історія розвитку обертального буріння
Історія розвитку обертального буріння — одного з основних способів буріння свердловин у ХХ—ХХІ ст.
Обертове (обертальне) буріння суцільним вибоєм сьогодні є основним способом, який використовується в практиці, на його частку припадає понад 90 % всього виконуваного обсягу робіт.

## Передумови виникнення і перші застосування (ХІХ— початок ХХ ст.)
Із збільшенням середньої глибини нафтових свердловин, яка в 1900 р. сягнула близько 300 м, стають відчутнішими вади ударного способу буріння. Інженерні розрахунки й практика показували, що на великих глибинах, через великі механічні втрати в системі «долото — бурильна колона — поверхневе обладнання» втрачається ефективність ударного буріння. Також із збільшенням глибини свердловин різко збільшуються пластові тиски, що унеможливлює застосування ударного буріння.
Тому на зміну ударному способу прийшло обертове буріння, при якому одночасно відбувається руйнування гірської породи і винесення її на поверхню потоком промивальної рідини. У 1846 р. французький інженер Фовель винайшов спосіб очистки бурових свердловин водним струменем, що подавався насосом з поверхні в порожнисту штангу (перший успішний досвід буріння з промивкою Фовель здійснив при бурінні артезіанської свердловини в монастирі Св. Домініка у Перпіньяні, Франція). Наприкінці 1880-х рр. у Новому Орлеані (Луїзіана, США) починає впроваджуватися роторне буріння на нафту із застосуванням лопатних доліт і промиванням глинистим розчином. У 1902 р. першу нафтову свердловину пройшли обертальним (роторним) способом на Кавказі в районі Грозного (глибина 345 м).

## Подальший розвиток (ХХ ст.)
Для успішного впровадження обертового способу буріння першорядне значення мало винайдення ефективного бурового долота. У 1908 р. американський інженер Говард Хьюз винайшов триконусне шарошечне долото «Шарп-Хьюз», чим створив справжню революцію в техніці й технології буріння, відкривши нову еру обертового буріння свердловин. Створений ним механізм перетворював обертовий рух корпусу долота в ударну дію на вибій свердловини робочих елементів (зубків шарошок) з високою частотою, що давало небачений раніше ефект руйнування гірської породи. Швидкість руйнування при застосуванні вже перших двоконусних конструкцій шарошки Хьюза в 10 разів перевищила найкращий буровий інструмент свого часу. Крім того шарошка Хьюза відкрила можливість руйнувати особливо міцні породи, які до того вважалися неприступними (у 1909 р. Хьюз забезпечив перше морське буріння в Техасі по надміцних породах). Одним з найбільш відомих напівжартів Хьюза була «тверда обіцянка» пробурити свердловину до центру Землі.
Рисунок 1.8 — Перше шарошкове долото «Шарп-Хьюз»
У 1920-ті рр. були створені кільцеві бурові коронки, армовані твердосплавними різцями (ідея німецького інженера Ломана), а в 1940 рр. — дрібноалмазні бурові коронки й долота (робоча частина інструменту — м'яка металокерамічна матриця, в яку впресовані дрібні кристали алмазів, що можуть руйнувати гірські породи будь-якої міцності). Це відобразилось на сучасних конструкціях шарошок.
Однією зі складних проблем, які виникали при бурінні свердловини, особливо при роторному способі, була проблема герметизації затрубного простору між обсадними трубами і стінкою свердловини. Першу ізоляційну операцію із застосуванням портландцементу було виконано у США у 1903 р. на свердловині площі Лаптос (Каліфорнія). Технічно цю ж проблему було вирішено в 1906 р. інженером А. Богушевським закачуванням цементного розчину в обсадну колону з подальшим витісненням його через низ колони в затрубний простір. У 1910 р. аналогічний спосіб цементування шляхом застосування двох роздільних пробок запропонував американський інженер А. Перкінс з Каліфорнії.
У 1918 р. на Прикарпатті започатковано тампонування свердловин за методом А. Перкінса (назва свердловини не збереглась). Цей спосіб і донині залишається основним при будівництві свердловин.
У 1920 р. у Прикарпатті фірма «Газоліна» вперше запровадила роторне буріння на глинистій промивальній рідині.
У 1922 р. бакинський інженер Матвій Капелюшников розробив перший успішний гідравлічний вибійний двигун — турбобур.
Історія турбобура (двигуна, розміщеного безпосередньо над буровим долотом) починається з патенту американського інженера Х. Кросса 1873 р., який запропонував гідравлічну бурильну одноступінчасту турбіну. У 1883 р. американець Дж. Вестингауз сконструював турбінний вибійний двигун. У 1890 р. український інженер К. Сімченко, працюючи у Баку, запатентував ротаційний вибійний двигун, а на початку ХХ ст. польський інженер Вольський сконструював швидкісний вибійний гідравлічний двигун («таран Вольського»), який став прототипом сучасних гідровідбійників. Але саме завдяки двигуну Капелюшникова у 1924 р. в Азербайджані в Суруханах була пробурена перша в світі свердловина за допомогою турбобура, що започаткувало історію турбінного буріння. Протягом десятиріччя трест «Азнафта» широко застосовував турбобур Капелюшникова, а в подальшому він слугував прототипом для нових прогресивних конструкцій, які стали основним засобом буріння нафтових і газових свердловин. Значною перевагою вибійного двигуна є те, що промивна рідина, яка закачується в свердловину, одночасно обертає турбіну двигуна. При цьому непотрібно обертати всю бурову колону (як це робилося раніше), що дало великий економічний ефект при бурінні на значній глибині.
Протягом 1933—1940 рр. було створено багатоступінчасті безредукторні турбобури різних типів (керівник розробки — П. Шумілов). У 1930-х рр. у США пройшов успішне випробування електробур, який опускали в свердловину на кабелі-канаті. У 1937—1940 рр. радянськими винахідниками А. Островським, Н. Григоряном, А. Богдановим розроблено конструкцію вибійного електричного двигуна — електробура.
У 1943 р. у Прикарпатті почали освоювати обертове буріння з використанням промивальних глинистих рідин.
З 1944 р. турбінний спосіб буріння почали широко застосовувати в нафтогазоносних районах Росії.
У 1947 р. було впроваджено коронку-фрез для відбору керна, а також уперше в Україні застосовано турбінне буріння на свердловині у Бориславі.
Високі техніко-економічні показники буріння турбобуром сприяли тому, що з 1952 р. в Україні і в СРСР роторний спосіб поступився турбінному способу.
У 1957 р. у Прикарпатті пробурено першу розгалужено-горизонтальну свердловину, яка мала п'ять стовбурів з різними азимутами, з відстанню між вибоями від 40 до 120 м.
У 1958 р. в Україні на Прикарпатті розроблено гідромішалку для приготування промивального глинистого розчину гідромоніторним способом, яка дала можливість збільшити продуктивність праці у 20 разів.
У 1961 р. на Прикарпатті було вперше застосовано алмазні долота діаметром 188 мм у свердловині «Орів-21».
У 1962 р. при бурінні свердловин у зонах поглинання Борислава почали використовувати соляну і парафінову нафту для підвищення густини промивального глинистого розчину.
У 1966 р. на Прикарпатті у свердловині «Уличне-31» вперше застосували буріння з продуванням вибою повітрям, що значно збільшило проходку на долото та механічну швидкість; вперше у свердловині «Попелі-4» застосували долото з надтвердого сплаву ІНМ, а у свердловинах «Північний Борислав-15» і «Іваники-9» — газотурбінний двигун.
У 1966 р. в СРСР винахідниками М. Гусманом, С. Никомаровим, Ю. Захаровим та іншими було розроблено гвинтовий вибійний двигун.
У 1969—1975 рр. у Долинському нафтопромисловому районі вперше бурили свердловину «Шевченкове-1» глибиною 7510 м, у якій пластовий тиск сягав 135 МПа, а температура 1850С.
У 1973 р. на Прикарпатті було запроваджено турбінно-роторне буріння у поєднанні з алмазними долотами ЦСМ-292 та ЦСМ-267.
У 1974 р. на Прикарпатті вперше застосовано безперебійне обважнення глинистого розчину при газопроявах свердловин.
У 1977 р. на Прикарпатті для буріння похило-спрямованих свердловин були застосовані електробури з телеметричними системами СТЕ-164.

### Розробки Українського науково-дослідного геологорозвідувального інституту (УкрНДГРІ)
Зазначимо ефективні розробки Українського науково-дослідного геологорозвідувального інституту (УкрНДГРІ) (теперішня назва УкрДГРІ), зокрема Полтавського відділення, в другій половині ХХ ст.:
- — у кінці 1960-х рр. розроблено термостійкі безусадочні золо-цементні тампонажні суміші для цементування обсадних колон в інтервалі температур 20—150 ºС. Відтоді нові тампонажні золо-цементні композиції знайшли широке застосування в багатьох регіонах тодішнього СРСР;
- — у кінці 1970-х рр. розроблено нові промивальні рідини з малим вмістом твердої фази, на початку 1980-х рр. — інгібовані промивальні рідини, потім полімерні хлоркалієві промивальні рідини; нові розробки в області промивальних рідин одержали широке застосування в державних геологічних об'єднаннях України: «Полтаванафтогазгеологія», «Чернігівнафтогазгеологія», Кримгеологія" і «Західгеологія»;
- — у 1980-х рр. створено пересувні комплексні дефектоскопічні лабораторії (ПКДЛ) неруйнівних методів контролю труб і бурового обладнання, які одержали широке застосування майже в усіх нафтогазоносних регіонах колишнього СРСР, Пакистані, Афганістані, Болгарії, Польщі, В'єтнамі, Ємені, Ефіопії та Кубі;
- — у кінці 1980-х на початку 1990-х рр. розроблено безклінкерні термостійкі тампонажні суміші, що розширюються при твердінні, які почали масово застосовуватись в державних геологічних підприємствах України і в бурових підприємствах нафтової і газової промисловості, а також за межами України в колишньому СРСР;
- — у кінці 1980-х на початку 1990-х рр. розроблено технологію біохімічної ліквідації нафтових забруднень із поверхні шламових амбарів і ґрунтів із застосуванням спеціальних бактерій.